# Anaurus
Anaurus Simon, 1900 è un genere di ragni appartenente alla famiglia Salticidae.

## Distribuzione
L'unica specie nota di questo genere è stata rinvenuta in Brasile.

## Tassonomia
A maggio 2010, si compone di 1 specie:
- Anaurus flavimanus Simon, 1900[2] — Brasile